# كريستينا فاغنر
كريستينا فاغنر (بالإنجليزية: Kristina Wagner)‏ هي ممثلة أمريكية، ولدت في 30 أكتوبر 1963 في إنديانابوليس في الولايات المتحدة. من الجوائز التي نالتها جوائز سوب أوبرا ديجست ‏.

## جوائز
- جوائز سوب أوبرا ديجست [الإنجليزية]‏

## وصلات خارجية
- كريستينا فاغنر على موقع IMDb (الإنجليزية)
- كريستينا فاغنر على موقع روتن توميتوز (الإنجليزية)
- كريستينا فاغنر على موقع قاعدة بيانات الأفلام العربية
- كريستينا فاغنر على موقع ألو سيني (الفرنسية)
- كريستينا فاغنر على موقع أول موفي (الإنجليزية)
- كريستينا فاغنر على موقع إن إن دي بي (الإنجليزية)
- كريستينا فاغنر على موقع قاعدة بيانات الفيلم (الإنجليزية)
- كريستينا فاغنر على موقع ليتربوكسد (الإنجليزية)
- كريستينا فاغنر على موقع كينوبويسك (الروسية)